# شبانة عزمي
شبانة عزمي (بالإنجليزية: Shabana Azmi)‏ مواليد 18 سبتمبر 1950 في حيدر آباد، الهند، هي ممثلة هندية بدأت مسيرتها الفنية عام 1972.

## روابط خارجية
- شبانة عزمي على موقع IMDb (الإنجليزية)
- شبانة عزمي على موقع قاعدة بيانات الأفلام العربية
- شبانة عزمي على موقع ألو سيني (الفرنسية)
- شبانة عزمي على موقع ميوزك برينز (الإنجليزية)
- شبانة عزمي على موقع أول موفي (الإنجليزية)
- شبانة عزمي على موقع قاعدة بيانات الأفلام السويدية (السويدية)
- شبانة عزمي على موقع قاعدة بيانات الفيلم (الإنجليزية)
- شبانة عزمي على موقع كينوبويسك (الروسية)